# Al Dubin
Alexander "Al" Dubin (Zürich, 10 juni 1891 – New York, 11 februari 1945) was een Amerikaanse tekstschrijver van liedjes voor musicals en films. Hij schreef onder meer "Lullaby of Broadway", "I Only Have Eyes For You" en "Boulevard of Broken Dreams".

## Biografie
Dubin stamde uit een Joods-Russische familie, het gezin kwam van Zwitserland naar Amerika toen hij twee jaar was. Hij groeide op in Philadelphia. In de jaren tien ging hij naar New York, waar hij bij verschillende Tin Pan Alley-muziekuitgevers werkte als liedjes- en tekstschrijver. In 1921 werd voor het eerst een song van hem in een revue gebruikt, in Greenwich Village Follies. In 1927 schreef hij met componist J. Fred Coots zijn eerste volledige score voor een Broadway-musical. Eind jaren twintig vertrok hij naar Hollywood, waar hij aanvankelijk samenwerkte met componist Joe Burke: samen schreven ze hits voor films, waaronder Tip Toe Through the Tulips with Me (uit Gold Diggers of Broadway, 1929), Love Will Find A Way (1929) en Dancing With Tears In My Eyes (1930).
Rond 1932 ging hij samenwerken met Harry Warren. Tot 1938 schreven ze songs voor films als 42nd Street (bijvoorbeeld You're Getting To Be A Habit With Me) en verschillende Golddigger-films. Hits waren onder meer The Boulevard of Broken Dreams, I Only Have Eyes For You en September in the Rain. In totaal componeerden de twee zo'n zestig hits voor Warner Brothers. Voor Lullaby of Broadway uit de filmmusical Gold Diggers of 1935 kreeg het duo een Oscar voor 'beste liedje'. 
In de jaren veertig bleef Dubin werken voor films, maar ook schreef hij voor Broadway. Hij schreef teksten voor onder meer componist James V. Monaco, Jimmy McHugh en Will Grosz.
In 1970 werd Dubin opgenomen in de Songwriters Hall of Fame.
In 1983 schreef Dubins dochter Patricia een boek over haar vader.